# Norberto James Rawlings
Norberto James Rawlings (San Pedro de Macorís, República Dominicana, 6 de febrer 1945 - Boston, Massachusetts, Estats Units, 7 de gener de 2021) fou un escriptor, poeta, assagista i professor universitari dominicà.
Fill de pare jamaicà i mare dominicana, però d'avis nord-americans, va néixer a l'Ingenio Consuelo, una plantació sucrera de San Pedro de Macorís, en el si d'una comunitat afrocaribenya i angloparlant de la República Dominicana. Va estudiar a les universitats de Santo Domingo, l'Havana i Boston. La intervenció militar dels Estats Units a la República Dominicana el 1965, en la qual va resultar enderrocat el llavors president Juan Bosch, el va portar a interrompre els seus estudis i a implicar-se en la política del seu país. Va ser professor a la Universitat de Santo Domingo i en diverses universitats nord-americanes. Des de 1983 va residir a Wellesley, Massachusetts, on va compaginar l'activitat docent amb la creació literària. La poesia de James es fonamenta en les seves vivències personals i en les condicions socials del seu país. Potser la seva obra més coneguda sigui el poema Los inmigrantes, escrit el 1969, en el qual convida als descendents de la immigració procedents d'altres llocs de les Antilles a abraçar la identitat nacional dominicana.
Fill d'una família originària d'una comunitat minoritària de parla anglesa descendent d'esclaus africans coneguts pejorativament com a "cocolos", que van arribar a la República Dominicana des de les illes colonitzades del Carib britànic per treballar en la indústria sucrera a mitjan segle xix. Els "cocolos" eren vists com una força laboral necessària, però no eren estimats ni acceptats per la societat. Norberto va créixer en un país de parla hispana, però tornava a casa cada dia a una família de parla anglesa. El seu pare, Aubrey James, era un immigrant jamaicà que treballava com a químic a la plantació sucrera i la seva àvia, Marion Peters, qui el va criar mentre la seva mare Dolors Rawlings treballava a la capital. El seu poema, "No vaig tenir llibres", evoca els seus primers anys quan dormia en un llit de drap i llegia fora sota un fanal. A la dècada dels seixanta, Norberto James es traslladà a Santo Domingo per completar l'educació secundària al Liceu Unió Panamericana, on va destacar en atletisme i va guanyar la prova nacional de 400 metres de pista. A causa que els seus pares eren estrangers, se li va prohibir participar en política. Malgrat això, es va tornar molt actiu en els grups revolucionaris de la seva escola i del carrer. Finalment, amb dinou anys, va ser expulsat de l'escola. Poc després, l'educació de James es va aturar abruptament quan va esclatar la guerra civil a la República Dominicana el 1965. La seva mare va abandonar el país, traslladant-se a Nova York, i ell es va unir a les forces rebels unint-se al grup ubicat a l'escola Argentina.
Durant la Guerra Civil, James va descobrir per primera vegada que era poeta. El seu comando estava compost majoritàriament per artistes, entre els quals encaixava com a pintor. Quan va llegir als soldats una poesia que havia escrit, la van elogiar tant que va començar a pensar en escriure un llibre. Aquest llibre es va materialitzar quatre anys després amb el títol de Sobre la marcha, que conté el seu poema més famós, "Los inmigrantes", un homenatge i una història lírica de la comunitat Cócola. La seva poesia destacà pel seu fort compromís social. Durant aquest temps d'intensa repressió política, James també estava treballant en una estació de ràdio transmetent missatges revolucionaris. Va rebre un advertiment perquè abandonés el país i va aconseguir escapar de la persecució exiliant-se amb el pretext d'estudiar a l'estranger a la Universitat de l'Havana.
James publicà en total set llibres de poesía. El primer es Sobre la marcha (1969), on aparegué el seu poema més conegut “Los inmigrantes”. Els seus altres llibres són La provincia sublevada (1972), Vivir (1981), Hago constar (1983), La urdimbre del silencio (2000), Patria portátil (2007) i Oscuro amor (2010). També és autor de l'assaig Denuncia y complicidad (1997).
Va deixar la República Dominicana en secret passant a la clandestinitat, refugiant-se en les cases de simpatitzants a París i Madrid, abans de viatjar a Europa de l'Est per a realitzar finalment, el seu viatge a Cuba on li van atorgar una beca per estudiar literatura. En la seva estada de set anys a Cuba, va ser conegut per un nom clandestí, Antonio Álvarez, i va assumir una nova identitat com a jamaicà, un accent que va poder intentar amb facilitat a causa de les arrels jamaicanes del seu pare. A Cuba, finalment va obtenir una educació universitària en una societat que va estimar, la qual li va facilitar el títol que la seva pròpia societat, potser li hauria dificultat.
Al tornar a Santo Domingo el 1979, James va trobar un clima polític canviat a la República Dominicana, on se li atorgà un lloc a la Comissió de Polítiques Energètiques Nacionals. No sabia res d'energia havent-se graduat en literatura, però anà a Puerto Rico a estudiar i aprendre dels porto-riquenys i va tornar amb un informe que va impressionar a tots i li va permetre assistir a una conferència llatinoamericana d'experts en energia. James va decidir establir-se i formar una família. Es va casar amb Luz Altagracia Rodríguez i en poc temps va tenir dues filles, Malva Mariana i Ruth Esther. No obstant això, tot i l'èxit a la tornada a la seva terra natal, va disgustar la corrupció que l'envoltava i va decidir cursar estudis de postgrau a l'estranger.
El 1983 es traslladà a Boston, als Estats Units per completar un doctorat en Llengua i Literatura Hispàniques a la Universitat de Boston on va conèixer a la seva segona esposa, Elizabeth Wellington. Junts van formar un equip literari de poeta i traductora, i en rebre el seu doctorat, van ocupar llocs d'ensenyament acadèmic a l'àrea de Boston. Mentrestant, Norberto va seguir escrivint i publicant llibres de poesia. El 1992 van tenir un fill, Tito Wellington James i Norberto es va convertir en ciutadà nord-americà en una cerimònia a Boston. James va acabar la seva carrera docent, com a professor d'espanyol a la Boston Latin School. També va continuar fent lectures de poesia i va rebre nombrosos premis i honors tant en els Estats Units com a la República Dominicana. El seu últim poema va ser escrit només sis mesos abans de la seva mort fou "poemes breus" que es convertiria en el coronament de les seves obres completes, Poesia Completa, Norberto James Rawlings, publicades en 2020.
James, que patia des de feia dues décadas la malaltia de Parkinson, va morir amb setanta-cinc anys, el gener del 2021, després d'haver superat la covid-19 el mes de desembre anterior.